# Corabia
Corabia est une ville roumaine du județ d'Olt, dans la région historique de Valachie et dans la région de développement du Sud-ouest.

## Géographie
La ville de Corabia est située en Olténie, dans le sud du județ, sur la rive gauche du Danube, face à la Bulgarie, dans la plaine valaque.
La municipalité est composée de la ville de Corabia et des villages suivants (population en 1992) :
- Corabia (20 978) ;
- Tudor Vladimirescu (753) ;
- Vârtopu (653).

## Histoire
Les Romains furent à l'origine de la création de la forteresse de Sucidava, lors de leur conquête de la Dacie.
Le nom actuel de la ville vient du mot roumain corabia qui signifie galère car elle aurait été fondée par des marins génois après un naufrage.
Avec l'arrivée du chemin de fer en 1892, Corabia connaît sa période la plus florissante. De nombreux édifices sont construits.
Comme toute la Roumanie, Corabia a subi les régimes dictatoriaux carliste, fasciste et communiste de février 1938 à décembre 1989, mais connaît à nouveau la démocratie depuis 1990.
Jusqu'en 1950, Corabia a fait partie du județ de Romanați (chef-lieu Caracal), dissout à cette date.
Pendant la dictature communiste, Corabia a connu un développement industriel (fabriques de meubles, sucrerie, textile, tannerie) mais les années qui ont suivi la Révolution de 1989 ont mis en difficulté ces entreprises dont plusieurs ont tout simplement disparu.

## Politique
| Parti | Parti                                                 | Sièges |
| ----- | ----------------------------------------------------- | ------ |
|       | Parti social-démocrate (PSD)                          | 10     |
|       | Parti national libéral (PNL)                          | 4      |
|       | Alliance des libéraux et démocrates (ALDE)            | 2      |
|       | Union nationale pour le progrès de la Roumanie (UNPR) | 1      |

## Démographie
Lors du recensement de 2011, 81,61 % de la population se déclarent roumains, 6,36 % comme roms (11,93 % ne déclarent pas d'appartenance ethnique et 0,07 % déclarent appartenir à une autre ethnie).
De plus 87,49 % de la population se déclarent chrétiens orthodoxes.

## Économie
L'agriculture, la pêche, le commerce, l'agro-alimentaire sont les secteurs les plus importants de l'économie locale.

## Communications

### Routes
Corabia est située sur la route nationale DN54A Calafat-Corabia-Turnu Măgurele. Elle est également le terminus de la route nationale DN54 Râmnicu Vâlcea-Caracal-Corabia.

### Voies ferrées
Corabia est desservie par la ligne de chemin de fer Caracal-Corabia.

### Port fluvial

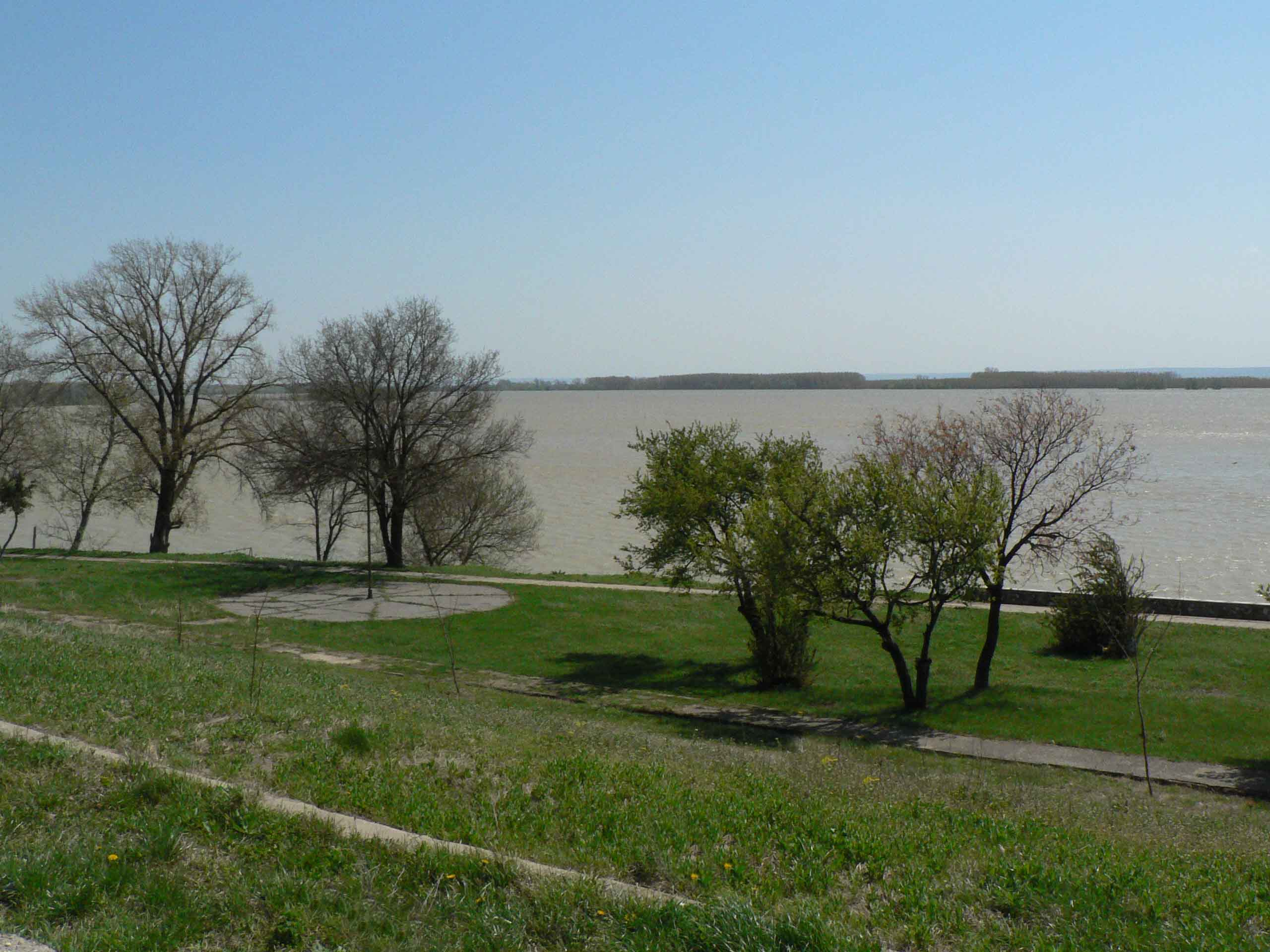
Le Danube à Corabia

Corabia possède un petit port fluvial sur le Danube (transport de céréales).

## Lieux et monuments
- Ruines romaines de la forteresse de Sucidava ;

- Cathédrale de la Sainte Trinité ;

- Musée archéologique (céramiques et mosaïques romaines).

## Personnalité
- Pola Illéry, actrice, née à Corabia en 1908